# Offsetspannung
Die Offset-Spannung ist eine Kenngröße für die additive systematische Abweichung des Kennlinienverlaufs eines elektrischen Gerätes vom idealerweise zu erwartenden Verlauf. Sie wird hier lediglich als Eingangs-Offset-Spannung {\displaystyle U_{\mathrm {OS} }} von Operationsverstärkern behandelt. Bei diesen ist sie die erforderliche Differenzeingangsspannung, die eine Ausgangsspannung null erzeugt.

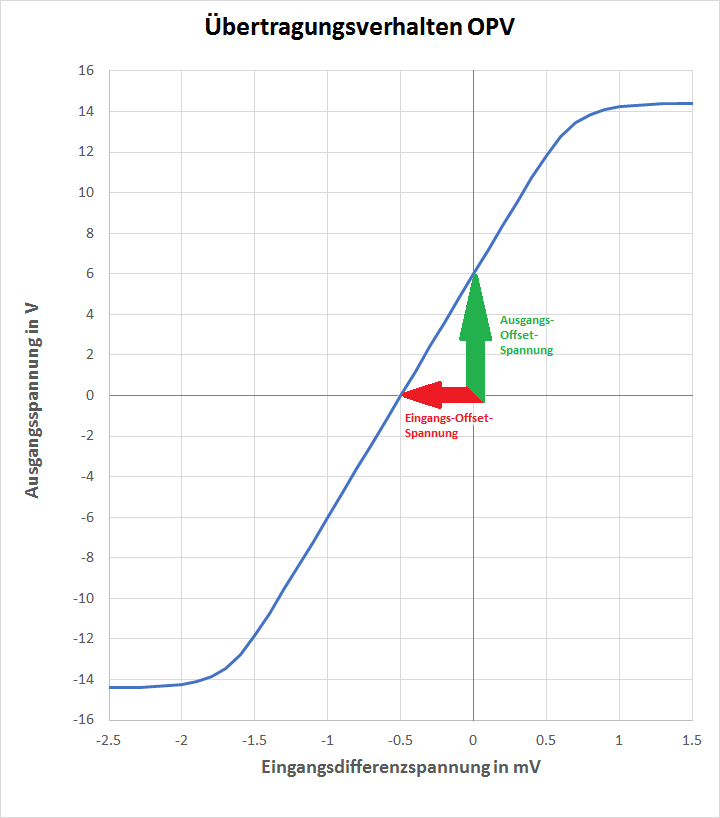
Verschobene Kennlinie mit Eingangs- und Ausgangs-Offset-Spannung

Sie entsteht durch nicht exakt symmetrischen Aufbau des Verstärkers, insbesondere in den unvermeidbar etwas voneinander abweichenden Basis-Emitter-Spannungen der Eingangstransistoren, ferner Unsymmetrien und Toleranzen des Eingangsverstärkers. Damit ist die Offset-Spannung exemplarabhängig positiv oder negativ. Ferner ist sie abhängig von der Temperatur, der Betriebsspannung und dem Gleichtaktanteil der Eingangsspannung. Richtwerte für die Einflüsse sind
- der Temperaturdurchgriff {\displaystyle {\tfrac {\partial U_{\mathrm {OS} }}{\partial T}}}, typisch {\displaystyle \mathrm {10\;{\tfrac {\mu V}{K}}} }
- der Betriebsspannungsdurchgriff {\displaystyle {\tfrac {\partial U_{\mathrm {OS} }}{\partial U_{\mathrm {B} }}}}, typisch {\displaystyle \mathrm {50\;{\tfrac {\mu V}{V}}} }
- der Gleichtaktdurchgriff {\displaystyle {\tfrac {\partial U_{\mathrm {OS} }}{\partial U_{\mathrm {Gl} }}}}, typisch {\displaystyle \mathrm {20\;{\tfrac {\mu V}{V}}} }

Hinzu kommt
- eine Langzeitdrift {\displaystyle {\tfrac {\partial U_{\mathrm {OS} }}{\partial t}}}, typisch {\displaystyle \mathrm {\tfrac {einige\ \mu V}{Monat}} }

Gleichspannungs-Messverstärker erfordern eine Einstellung des Nullpunktes durch eine externe Beschaltung, um nach Stabilisierung der Arbeitstemperatur die Offset-Spannung auszugleichen. Erst dadurch können auch sehr kleine elektrische Spannungen genau gemessen werden. Manche Operationsverstärker bieten Anschlüsse zur Symmetrierung oder Nullpunktkorrektur unmittelbar in der Eingangsstufe.
Bei Operationsverstärkern für den allgemeinen Gebrauch liegt die Offset-Spannung in der Größenordnung typisch 1…10 mV. Bei Präzisionsverstärkern wird sie während der Herstellung in die Größenordnung typisch 10…100 μV getrimmt. Auto-Zero-Verstärker ermöglichen eine selbsttätige Korrektur und schließen damit die Nullpunktsabweichung, auch ihre Wanderung, insbesondere den Temperatureinfluss, aus. In manchen Operationsverstärkern ist dieses Korrekturverfahren bereits enthalten, beispielsweise mit einer Restabweichung von typisch 0,5 μV (maximal 3 μV; 30 nV/K).
Ebenfalls eine Nullpunktsabweichung – aber nicht wie die Offset-Spannung in der inneren, sondern in der äußeren Schaltung – entsteht durch die Eingangsströme. Sie erzeugen am Rückkopplungsnetzwerk einen Spannungsabfall. Durch Schaltungsauslegung lässt sich dieser Einfluss näherungsweise kompensieren (siehe unter Operationsverstärker).